# Escola Secundária José Falcão
A Escola Secundária José Falcão, também conhecida por Liceu de Coimbra, Liceu Central de Coimbra, Liceu D. João III, Liceu José Falcão e Liceu Dr. Júlio Henriques, localiza-se na cidade e no Município de Coimbra, no Distrito de Coimbra, em Portugal.
Fundada em 1836, foi um dos três primeiros liceus criados no país. Por ela, passaram milhares de alunos que foram ou são importantes figuras da sociedade portuguesa, quer a nível nacional quer internacional.
A Escola Secundária José Falcão está classificada como Monumento de Interesse Público desde 2010.

## História
Por decreto de Passos Manuel, publicado no Diário do Governo de 19 de novembro de 1836, foram oficialmente criados os primeiros três liceus no país: o Liceu de Coimbra, o Liceu de Lisboa e o Liceu do Porto. O Liceu de Coimbra substituiu o Colégio das Artes, então extinto, e cujas instalações passou a ocupar, e de quem recebeu os professores.
De 1836 a 1880, o Liceu constitui uma secção da Universidade de Coimbra, de tal modo que as matrículas eram feitas na Secretaria da Universidade, o reitor do Liceu era o reitor da Universidade e os alunos do Liceu trajavam capa e batina, desde o primeiro ano, situação que perdurou por mais de um século.
No Liceu, eram lecionadas as disciplinas da época, como por exemplo, Oratória, Geografia, Cronologia e História, Aritmética, Álgebra, Geometria, Trigonometria e Desenho, Língua Francesa, Língua Inglesa e, ainda Alemão, Grego e Hebraico.
Em 1871, o Liceu foi transferido para o edifício do Colégio de São Bento, junto aos Arcos do Jardim, onde veio a permanecer durante décadas.
Com a implantação da República Portuguesa (1910), quatro anos depois (1914), o Liceu toma o nome de Liceu José Falcão, em homenagem a um dos grandes ideólogos do Republicanismo no país, autor da Cartilha do Povo, ex-aluno do Liceu e seu professor. Por curiosidade, José Joaquim Pereira Falcão, catedrático de Matemática da Universidade de Coimbra, foi professor de Alemão no Liceu de Coimbra.
Em 1928, foi criado o Liceu Júlio Henriques, que evoca a figura deste mestre e cientista de renome, revolucionador do ensino da Botânica, criador da Sociedade Broteriana. O Liceu Júlio Henriques veio a funcionar numa das alas do edifício de São Bento, fazendo vizinhança com o Liceu José Falcão.
Mas as instalações do edifício de São Bento começam a ser pequenas para a população crescente dos dois liceus e constrói-se um edifício de raiz destinado ao Liceu: o arquiteto Carlos João Chambers Ramos projeta, então, e surge, em 1936, o edifício atual na Avenida D. Afonso Henriques.
E, em reunião do dia 15 de outubro de 1936, o reitor Alberto de Oliveira explicava ao conselho de professores a decisão ministerial de aglutinar os dois liceus – o Liceu José Falcão e o Liceu Júlio Henriques – num só. O edifício da Avenida Afonso Henriques ficaria para o novo Liceu D. João III. Com este patrono, homenageava-se o rei responsável pela vinda definitiva da Universidade para Coimbra no século XVI, o rei que transformara, para sempre, esta pequena cidade beirã na Lusa Atenas, na cidade dos estudantes, na capital da educação e da cultura.
Em 1974, em Assembleia Geral de Escola do Liceu D. João III professores, alunos e funcionários decidem recuperar, como patrono do Liceu, o nome de José Falcão, o grande vulto do final do século XIX, companheiro de Eça de Queirós, entre outros. Por curiosidade, em 1861, Eça de Queirós fez no Liceu de Coimbra os exames preparatórios para entrar na Universidade.
Em 1979, o Liceu passa a Escola Secundária, a Escola Secundária José Falcão, herdeira, então, do antigo Liceu de Coimbra, do Liceu José Falcão, do Liceu D. João III, por onde passaram milhares de alunos e de professores. E muitos destes alunos e professores distinguiram-se no plano nacional e internacional, em vários setores.
O Liceu D. João III foi um dos dois liceus de formação de professores em Portugal, desde os finais da década de 1930, até 1947, (o outro era o Liceu Pedro Nunes, em Lisboa), sendo mesmo, entre 1947 e 1956, o único liceu no país a fazer formação de professores. De 1956 a 1974, o estágio apenas se podia realizar em três liceus: aos de Coimbra e de Lisboa juntava-se o Liceu D. Manuel II, do Porto. Gerações de professores estagiários passaram pelo Liceu D. João III e pela Escola Secundária José Falcão, vindo alguns a ser professores no próprio Liceu e, atualmente, na Escola Secundária José Falcão, e estando muitos espalhados pelas escolas de todo o país.
Neste início de século XXI, a Escola Secundária José Falcão continua a ser uma escola de formação de professores e de alunos, naturalmente, oferecendo os cursos do Ensino Secundário e também o 3.º Ciclo do Ensino Básico: nos anos letivos de 2006/2007 e de 2007/2008, a Escola tem o prazer de receber turmas do Sétimo e do Oitavo Ano de escolaridade, retomando esta sua vertente de formação de jovens alunos que sempre tivera desde a sua fundação, apenas com uma breve interrupção de 2000 a 2006.

## Biblioteca
A Biblioteca localiza-se no 1.º andar do corpo central do edifício da Escola, sobre a entrada principal. Ocupa este mesmo espaço, desde que a escola se mudou, para estas instalações, em 1936.
De arquitectura modelar, o espaço interior da Biblioteca é composto por uma sala de leitura, plena de luminosidade, que lhe chega através de uma fachada envidraçada ainda com as janelas originais, por dois gabinetes de trabalho e pela sala de arquivo.
Desde 1976, o patrono da Biblioteca é Alberto Martins de Carvalho, um antigo Professor e Metodólogo da Escola.
Alguns dos livros que pertencem à biblioteca vieram do antigo Colégio da Artes (fundado pelo Rei D. João III em 1548) e do extinto Colégio de São Bento.
Muitos desses livros antigos, alguns deles do século XV, estão hoje à guarda da Biblioteca Geral da Universidade de Coimbra: constituem o chamado Fundo Antigo da Escola José Falcão.

## Edifício

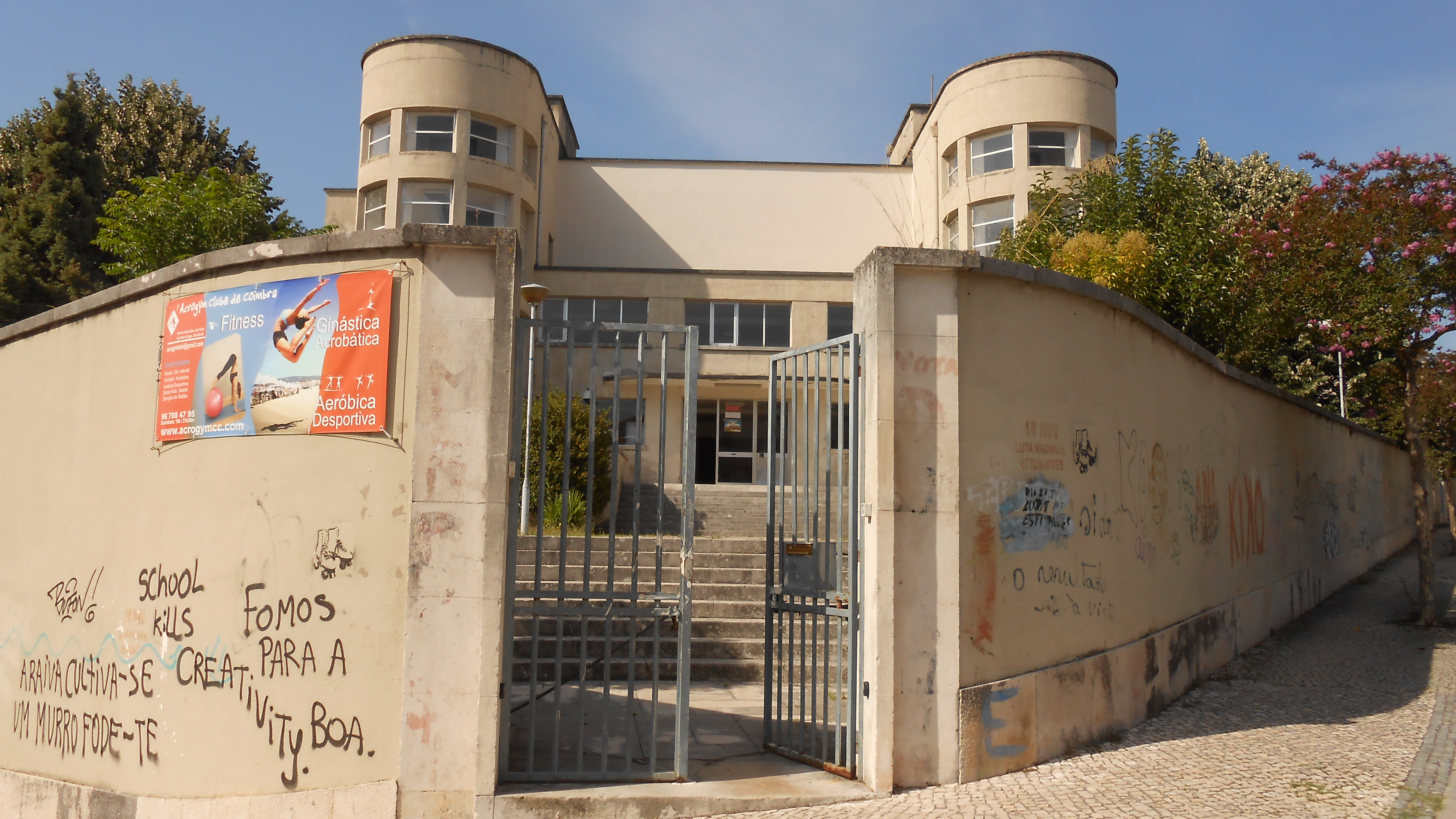
Entrada lateral

Em 1914, o Liceu Central de Coimbra passa a denominar-se Liceu José Falcão, mas permanece instalado no Colégio de São Bento, onde vai, a partir de 1928, partilhar as instalações com o novo Liceu Dr. Júlio Henriques. O edifício para a instalação deste novo liceu será construído na sequência de um conjunto de iniciativas desencadeadas, também, em 1928, pelo ministro da Instrução Pública, o engenheiro Duarte Pacheco, e que se formalizaram com a atividade da Junta Administrativa do Empréstimo para o Ensino Secundário. Será esta instituição, reforçada, posteriormente, pelo ministro Gustavo Cordeiro Ramos, que define a possibilidade de abrir concursos para os projetos dos novos liceus, nomeadamente para liceus nacionais de Beja, Lamego e de Coimbra, em 1930 e, no ano seguinte, para o liceu feminino de Coimbra. As Condições Especiais para a Construção de Liceus definidas pela Junta têm como base a experiência adquirida com os liceus da República e funcionam como programas-tipo, garantindo que as propostas apresentadas respondam às exigências pedagógicas, higiénicas e construtivas do liceu moderno; de facto, estes programas constituem uma das condições da sua própria modernidade.
O concurso público de arquitectura para o Liceu Nacional Dr. Júlio Henriques é ganho pela equipa Carlos João Chambers Ramos, Jorge Segurado e Adelino Nunes com a divisa Santa Cruz, ficando em segundo classificado, o projecto Labor de Luís Cristino da Silva. Na equipa de projectistas, consta, ainda, a colaboração, no projeto de estruturas, do engenheiro Bellard da Fonseca.
O edifício é construído entre 1931 e 1936, segundo os critérios expressos na memória descritiva do projeto: “Tratando-se de um edifício novo a construir num bairro de recente formação, a expressão simplesmente racional que se imprimiu ao edifício é de certo a que mais, naturalmente, se impõe, tanto mais que ela implica uma grande economia, absolutamente dentro do programa estabelecido, pois toda a conceção do projeto obedeceu a esse princípio fundamental”. Deste modo, os arquitetos afirmam a sua adesão aos ideais da Arquitetura Moderna, que estruturam a sua proposta, a racionalidade e a economia, acompanhando os modelos internacionais, como a Bauhaus de Walter Gropius (1925) ou a escola Karl Marx (1930-36) de André Lurçat e as experiências nacionais, como o Liceu Filipa de Lencastre (1929) também de Carlos Ramos ou os liceus da República de Miguel Ventura Terra, em Lisboa, e de José Marques da Silva, no Porto.
O projeto Santa Cruz propõe uma composição por associação de três blocos autónomos articulados por galerias e assentes num embasamento que regulariza os espaços abertos do recreio, definindo o bloco principal através de um corpo rectangular encostado à avenida Afonso Henriques com um pátio interior e com um corpo cilíndrico que desenha a esquina e a entrada do edifício. Neste bloco, são distribuídas as salas de aula, segundo a orientação solar, onde se organizam o ensino das Humanidades e o ensino das Ciências. O grande pátio central foi destinado também ao ensino, estando projetada uma estufa, um aquário e um jardim botânico com o desenho “pedagógico” do império português.
O bloco da Educação Física está ligado ao bloco principal, através de uma galeria, tendo também uma entrada autónoma, que permite servir a cidade, de acordo com uma exigência das Condições Especiais do concurso. O bloco da Casa do Reitor, adaptado em 1942 à delegação da Mocidade Portuguesa, equilibra, volumetricamente, o conjunto e está articulado com o bloco principal também por uma galeria.
Os três corpos, sem ornamentação, são a expressão das novas técnicas construtivas que conciliam a estrutura de betão, a parede de alvenaria rebocada, a cobertura plana e as caixilharias de madeira e de ferro. Estas caixilharias resolvem os sistemas de ventilação, criam diversas transparências e afirmam a horizontalidade do conjunto. Por oposição, os volumes verticais da fachada principal conferem um caráter monumental e público ao liceu.
O edifício é inaugurado, em 1936, para acolher as 16 turmas do novo liceu nacional, mas logo, em 1938. decide-se ampliar o edifício, de modo a acolher também o Liceu José Falcão. O nome dos dois patronos republicanos seria assim substituído pelo responsável pela introdução do ensino secundário em Coimbra, D. João III.
O Plano de 1938 proposto pela Junta das Construções Escolares para o Ensino Técnico e Secundário vai ampliar as alas sul e poente do bloco principal em mais um piso, levando Jorge Segurado e Adelino Nunes a abandonar o projeto, afirmando que: “Não é possível resistir a tantas alterações”. Este plano define também que o liceu feminino Infanta D. Maria não seria construído na Quinta da Rainha, mas sim no Calhabé, de modo a dar lugar ao Centro Materno Infantil de Bissaya Barreto, também projetado por Carlos Ramos. Esta alteração inviabilizou o projeto vencedor do concurso de Cristino da Silva e também o projeto para uma espécie de “praça dos liceus” proposto por Carlos Ramos, que poderia ter qualificado a vivência do espaço público, entre os dois liceus.
Entretanto e edifício sofreu algumas alterações: em 1968, a piscina foi transformada em auditório, um pré-fabricado destruiu o espaço exterior entre o Pavilhão e a Casa do Reitor; a cobertura plana é substituída por uma cobertura em chapa de duas águas e as caixilharias de madeira e ferro são substituídas por uma caixilharia de alumínio de desenho fraco, alterando a climatização original das salas de aula. A sequência de obras e projetos pontuais tem lentamente danificado com gravidade este exemplo raro do modernismo de Coimbra. 

## Atualidade
A Escola Secundária José Falcão é, atualmente, uma das melhores escolas secundárias do país, tendo ficado posicionada no 54º lugar do Ranking de Escolas, em 2015, destacando-se o 9º lugar, entre as escolas públicas.

## Professores ilustres
- Alberto Martins de Carvalho
- António Gedeão

## Alunos ilustres
- Teófilo Braga
- Almada Negreiros
- Eça de Queiroz
- Almeida Santos
- José Afonso
- Jaime Cortesão
- Carlos Mota Pinto
- Eugénio de Castro
- Vitorino Nemésio
- Bissaya Barreto
- Miguel Torga
- Rómulo de Carvalho
- José Eduardo Rosa Vale e Castro
- Afonso Almeida
- Matilde Marques